# Orange Bowl 2014 (décembre)
Ne doit pas être confondu avec Orange Bowl 2014 (janvier), joué dans le cadre de la saison universitaire 2013.
Match précédent Match suivant
L'Orange Bowl 2014 est un match de football américain de niveau universitaire joué après la saison régulière de 2014, le 31 décembre 2014 au Sun Life Stadium à Miami Gardens en Floride.
Il s'agissait de la 81e édition de l'Orange Bowl.
Le match a mis en présence les équipes des #12 Yellow Jackets de Georgia Tech  issus de la Atlantic Coast Conference et des #7 Mississippi State Bulldogs issus de la Southeastern Conference.
Il a débuté à 08:20 (heure locale) et a été retransmis en télévision sur ESPN et ESPN Deportes.
Sponsorisé par la société Capital One (une société de services financiers), le match fut officiellement dénommé le Capital One Orange Bowl.
Les #12 Yellow Jackets de Georgia Tech gagnent le match sur le score de 49 à 34.

## Présentation du match
| Équipes                                                                                             | Conférences | Entraîneurs             | Stats. saison rég. |
| --------------------------------------------------------------------------------------------------- | ----------- | ----------------------- | ------------------ |
| #12 Yellow Jackets de Georgia Tech                                                                  | ACC         | Paul Johnson (7e année) | 10-3               |
| #7 Bulldogs de Mississippi State                                                                    | SEC         | Dan Mullen (6e année)   | 10-2               |
| Arbitre : Daniel Capron (Big 10) Équipe donnée favorite par les bookmakers : #7 MSST (4,5 contre 1) |             |                         |                    |

Le match a mis en présence l'équipe de #12 Georgia Tech issue de l'ACC et l'équipe de  #7 Mississippi State issue de la SEC. Il s'agira de la 5e rencontre entre ces deux équipes, la dernière ayant été jouée en saison régulière le 3 octobre 2009 (victoire 42 à 31 de Georgia Tech.

### Yellow Jackets de Georgia Tech
Avec un bilan global en saison régulière de 10 victoires et 3 défaites, #12 Georgia Tech est éligible et accepte l'invitation pour participer à l'Orange Bowl de 2014. Ils sont classés à l'issue de la saison régulière #12 au ranking CFP, #10 au classement AP et #9 au classement Coaches. Ils terminent 1er de la Coastal Division de l'ACC avec un bilan de 6 victoires et 2 défaites.
Il s'agit de leur 7e apparition à l'Orange Bowl. Leur dernière participation date de 2010 (défaite 24 à 14 contre Iowa). Il s'agit également du 18e bowl consécutif auquel l'équipe participe.

### Bulldogs de Mississippi State
Avec un bilan global en saison régulière de 10 victoires et 2 défaites, Mississippi State est éligible et accepte l'invitation pour participer à l'Orange Bowl de 2014. Ils sont classés à l'issue de la saison régulière #7 au ranking CFP et #8 aux classements AP et Coaches. Ils terminent 2e de la Western Division de la SEC derrière Alabama, avec un bilan en division de 6 victoires et 2 défaites.
Il s'agit de leur 3e apparition à l'Orange Bowl. Leur dernière participation datait de 1941 (victoire 14 à 7 contre Georgetown). Il s'agit également du 5e bowl consécutif auquel l'équipe participe.

## Résumé du match
Début du match à 08:20 PM et fin à 11:48 PM pour un total de 03:28 heures de jeu.
Température de 75 °F, vent du nord de 13 MPH, ciel nuageux.
| ÉVOLUTION DU SCORE de l'ORANGE BOWL 2014 |                              |                              |                              |                              |                              | |       |       |
| QT                                       | Temps                        | Drive                        | Drive                        | Drive                        | Équipe                       | Description de l'action | Score | Score |
|                                          |                              | Jeux                         | Yards                        | TDP                          |                              | | GT    | MSST  |
| 1                                        | 12:38                        | 4                            | 36                           | 01:27                        | GT                           | TD par RB Synjyn Days à la suite d'une course de 3 yards + 1 point de conversion par kicker Harrison Butker                                       | 7     | 0     |
| 1                                        | 01:37                        | 9                            | 88                           | 01:27                        | GT                           | TD de 41 yards par WR Darren Waller à la suite d'une réception d'une passe de QB Justin Thomas + 1 point de conversion par kicker Harrison Butker | 14    | 0     |
| 2                                        | 12:57                        | 13                           | 60                           | 03:40                        | MSST                         | FG de 32 yards par kicker Evan Sobiesk | 14    | 3     |
| 2                                        | 09:53                        | 4                            | 55                           | 01:07                        | MSST                         | TD par QB Dak Prescott à la suite d'une course de 5 yards + 1 point de conversion par kicker Evan Sobiesk                                         | 14    | 10    |
| 2                                        | 05:12                        | 8                            | 62                           | 02:01                        | MSST                         | FG de 30 yards par kicker Evan Sobiesk | 14    | 13    |
| 2                                        | 00:29                        | 12                           | 82                           | 04:43                        | GT                           | TD par QB Justin Thomas à la suite d'une course de 13 yards + 1 point de conversion par kicker Harrison Butker                                    | 21    | 13    |
| 2                                        | 00:00                        | 5                            | 72                           | 00:29                        | MSST                         | TD de 42 yards par WR Fred Ross à la suite d'une réception d'une passe de QB Dak Prescott + 1 point de conversion par kicker Evan Sobiesk         | 21    | 20    |
| 3                                        | 14:05                        | 2                            | 75                           | 00:55                        | GT                           | TD par RB Synjyn Days à la suite d'une course de 69 yards + 1 point de conversion par kicker Harrison Butker                                      | 28    | 20    |
| 3                                        | 07:58                        | 7                            | 81                           | 03:05                        | GT                           | TD par QB Justin Thomas à la suite d'une course de 32 yards + 1 point de conversion par kicker Harrison Butker                                    | 35    | 20    |
| 3                                        | 04:17                        | 6                            | 52                           | 02:24                        | GT                           | TD par QB Justin Thomas à la suite d'une course de 15 yards + 1 point de conversion par kicker Harrison Butker                                    | 42    | 20    |
| 4                                        | 14:53                        | 13                           | 85                           | 04:24                        | MSST                         | TD de 7 yards par WR De'Runnya Wilson à la suite d'une réception d'une passe de QB Dak Prescott + 1 point de conversion par kicker Evan Sobiesk   | 42    | 27    |
| 4                                        | 11:54                        | 7                            | 46                           | 02:59                        | GT                           | TD par RB Synlyn Days à la suite d'une course de 4 yards + 1 point de conversion par kicker Harrison Butker                                       | 49    | 27    |
| 4                                        | 02:20                        | 6                            | 52                           | 01:38                        | MSST                         | TD de 12 yards par WR De'Runnya Wilson à la suite d'une réception d'une passe de QB Dak Prescott + 1 point de conversion par kicker Evan Sobiesk  | 49    | 34    |
| "TDP" = temps de possession.             | "TDP" = temps de possession. | "TDP" = temps de possession. | "TDP" = temps de possession. | "TDP" = temps de possession. | "TDP" = temps de possession. | "TDP" = temps de possession. | 49    | 34    |

## Statistiques
| Statistiques par Équipes               | Statistiques par Équipes | Statistiques par Équipes |
| Statistiques                           | GT                       | MSST                     |
| -------------------------------------- | ------------------------ | ------------------------ |
| 1er downs                              | 26                       | 33                       |
| Conversion de 3e Down                  | 9/13                     | 6/14                     |
| Conversion de 4e Down                  | 0/0                      | 1/4                      |
| Jeux–yards                             | 73 jeux pour 577 yards   | 84 jeux pour 605 yards   |
| Yards à la course                      | 452                      | 152                      |
| Yards à la passe                       | 125                      | 453                      |
| Passes : Réussies-Tentées-Interceptées | 7/12 - 1 int.            | 33/51 - 1 Int.           |
| Réussite en zone rouge/chances         | 4/4                      | 5/6                      |
| TD                                     | 7                        | 4                        |
| Field Goals                            | 0/0                      | 2/2                      |
| Sacks (Nombre-Yards perdus)            | 2 (12 yards perdus)      | 1 (3 yards perdus)       |
| Fumbles (Nombre/Perdus)                | 0                        | 0                        |
| Pénalités (Nombre/Yards perdus)        | 3 (45 yards perdus)      | 5 (40 yards)             |
| Temps de possession                    | 34:47                    | 25:13                    |

| Meilleur Joueur (MVP) | Meilleur Joueur (MVP) | Meilleur Joueur (MVP) |
| --------------------- | --------------------- | --------------------- |
| Nom                   | Équipe                | Poste                 |
| Justin Thomas         | Georgia Tech          | QB                    |

| Statistiques Individuelles | Statistiques Individuelles | Statistiques Individuelles                 |
| -------------------------- | -------------------------- | ------------------------------------------ |
| Quaterbacks                |                            |                                            |
| GT                         | Justin Thomas              | 7/12, 1 Int., 125 yards, 1 TD, 1 sack subi |
| MSST                       | Dak Prescott               | 33/51, 1 Int., 453 yards, 3 TDs            |
| Meilleurs Coureurs         |                            |                                            |
| GT                         | Synjyn Days                | 21 courses, 171 yards, 3 TDs               |
| MSST                       | Josh Robinson              | 13 courses, 76 yards, 0 TD                 |
| Meilleurs Receveurs        |                            |                                            |
| GT                         | Darren Waller              | 5 Réc., 114 yards, 1 TD                    |
| MSST                       | D.Wilson                   | 9 Réc., 105 yards, 2 TDs                   |
| Meilleurs Tackleurs        |                            |                                            |
| GT                         | P.J. Davis                 | 7 tackles, 4 assistes                      |
| MSST                       | Deontay Evans              | 7 tackles, 3 assistes                      |